# WB Games Boston
WB Games Boston (anteriormente Turbine Inc., depois Turbine Entertainment Software Corp. e originalmente CyberSpace, Inc.) é uma desenvolvedora de videogames americana. O estúdio é mais conhecido por seus MMORPG, Asheron's Call, Dungeons & Dragons Online e The Lord of the Rings Online.
Em 20 de abril de 2010, a empresa foi adquirida pela Warner Bros. Home Entertainment por $160 milhões e tornou-se parte da Warner Bros. Interactive Entertainment (agora Warner Bros. Games), a divisão de videogames da Warner Bros. Entertainment.

## Jogos Lançados
| Título                                          | Ano  | Gênero | Plataforma | Notas                  |
| ----------------------------------------------- | ---- | ------ | ---------- | ---------------------- |
| Asheron's Call                                  | 1999 | MMORPG | Windows    |                        |
| Asheron's Call: Dark Majesty                    | 2001 | MMORPG | Windows    | conteúdo para download |
| Asheron's Call 2: Fallen Kings                  | 2002 | MMORPG | Windows    |                        |
| Asheron's Call 2: Legions                       | 2005 | MMORPG | Windows    |                        |
| Asheron's Call: Throne of Destiny               | 2005 | MMORPG | Windows    | conteúdo para download |
| Dungeons & Dragons Online                       | 2006 | MMORPG | Windows    |                        |
| The Lord of the Rings Online: Shadows of Angmar | 2007 | MMORPG | Windows    |                        |
| The Lord of the Rings Online: Mines of Moria    | 2008 | MMORPG | Windows    | Pacote de expansão     |
| The Lord of the Rings Online: Siege of Mirkwood | 2009 | MMORPG | Windows    | Pacote de expansão     |
| The Lord of the Rings Online: Rise of Isengard  | 2011 | MMORPG | Windows    | Pacote de expansão     |
| The Lord of the Rings Online: Riders of Rohan   | 2012 | MMORPG | Windows    | Pacote de expansão     |